# Hrnčiarska Ves
Hrnčiarska Ves je obec v okrese Poltár v Banskobystrickém kraji na Slovensku. Leží na jižním úpatí Revúcké vrchoviny v údolí potoka Suchá. Nejbližší města jsou Poltár vzdálen 6 km západně a Rimavská Sobota 18 km jihovýchodně. Žije zde 965 obyvatel.
První písemná zmínka o obci pochází z roku 1285. V obci se nachází opevněný jednolodní renesanční evangelický kostel z roku 1630 a klasicistní římskokatolický kostel svatého Mikuláše z roku 1815.

## Části obce
Obec je složená z třech místních částí s názvy: Maštinec, Pondelok a Veľká Suchá. 

## Osobnosti
- Michal Miloslav Bakulíny, slovenský národní buditel
- Samuel Zubo (* 1948), politik, bývalý poslanec Národnej rady Slovenskej republiky